# Eucalyptus calcicola
Eucalyptus calcicola är en myrtenväxtart som beskrevs av Murray Ian Hill Brooker. Eucalyptus calcicola ingår i släktet Eucalyptus och familjen myrtenväxter. Inga underarter finns listade i Catalogue of Life.